# Envenenamento por organofosforado
A intoxicação por organofosforados é a intoxicação por organofosforados (OPs). Os organofosforados são usados como inseticidas, medicamentos e agentes nervosos. Os sintomas incluem aumento da produção de saliva e lágrimas, diarreia, vômitos, miosis, sudorese, tremores musculares e confusão. Embora o início dos sintomas geralmente ocorra em minutos ou horas, alguns sintomas podem levar semanas para aparecer. Os sintomas podem durar de dias a semanas.
O envenenamento por organofosforados ocorre mais comumente em tentativas de suicídio em áreas agrícolas em países em desenvolvimento e menos comumente por acidente. A exposição pode ocorrer por ingestão, respiração dos vapores ou exposição da pele. O mecanismo subjacente envolve a inibição da acetilcolinesterase (AChE), levando ao acúmulo de acetilcolina (ACh) no corpo. O diagnóstico geralmente se baseia nos sintomas e pode ser confirmado pela medição da atividade da butirilcolinesterase no sangue. O envenenamento por carbamato pode apresentar um quadro semelhante.
Os esforços de prevenção incluem a proibição de tipos muito tóxicos de organofosforados. Para quem trabalha com agrotóxicos, também é útil o uso de roupas de proteção e banho antes de ir para casa. Para aqueles que sofrem intoxicação por organofosforados, os tratamentos primários são atropina, oximas como pralidoxima e diazepam. Medidas gerais, como oxigênio e fluidos intravenosos, também são recomendadas. As tentativas de descontaminar o estômago, com carvão ativado ou outros meios, não se mostraram úteis. Embora exista um risco teórico de os profissionais de saúde que cuidam de uma pessoa envenenada também se envenenarem, o grau de risco parece ser muito pequeno.
OPs são uma das causas mais comuns de envenenamento em todo o mundo São cerca de 3 milhões de envenenamentos por ano resultando em duzentas mil mortes. Cerca de 15% das pessoas que são envenenadas morrem como resultado. A intoxicação por organofosforados foi relatada pelo menos desde 1962.

## Sinais e sintomas
Os sintomas de intoxicação por organofosforados incluem fraqueza muscular, fadiga, cãibras musculares, fasciculação e paralisia. Outros sintomas incluem hipertensão e hipoglicemia.
A superestimulação dos receptores nicotínicos de acetilcolina no sistema nervoso central, devido ao acúmulo de ACh, resulta em ansiedade, dor de cabeça, convulsões, ataxia, depressão respiratória e circulatória, tremor, fraqueza geral e potencialmente coma. Quando há expressão de superestimulação muscarínica devido ao excesso de acetilcolina nos receptores muscarínicos de acetilcolina, podem ocorrer sintomas de distúrbios visuais, aperto no peito, chiado devido à broncoconstrição, aumento das secreções brônquicas, aumento da salivação, lacrimejamento, sudorese, peristaltismo e micção.
Os efeitos do envenenamento por organofosforados nos receptores muscarínicos são relembrados usando o mnemônico SLUDGEM (salivação, lacrimejamento, micção, defecação, motilidade gastrointestinal, vômito, miose) Um mnemônico adicional é MUDDLES: miose, micção, diarréia, diaforese, lacrimejamento, excitação e salivação.
O início e a gravidade dos sintomas, sejam eles agudos ou crônicos, dependem do produto químico específico, da via de exposição (pele, pulmões ou trato gastrointestinal), da dose e da capacidade individual de degradar o composto, que o nível da enzima PON1 irá afetar.

### Efeitos no sistema reprodutivo
Certos efeitos no sistema reprodutivo na fertilidade, crescimento e desenvolvimento de homens e mulheres foram associados especificamente à exposição a pesticidas organofosforados. A maior parte da pesquisa sobre efeitos reprodutivos foi realizada em agricultores que trabalham com pesticidas e inseticidas em áreas rurais. Para os homens expostos a pesticidas organofosforados, foram observadas má qualidade do sêmen e do esperma, incluindo volume seminal reduzido e motilidade percentual, bem como uma diminuição na contagem de espermatozoides por ejaculação. Em mulheres, distúrbios do ciclo menstrual, gestações mais longas, abortos espontâneos, natimortos e alguns efeitos no desenvolvimento da prole têm sido associados à exposição a pesticidas OP. A exposição pré-natal tem sido associada ao crescimento e desenvolvimento fetal prejudicado. Os efeitos da exposição ao OP em bebês e crianças estão atualmente sendo pesquisados para identificar uma conclusão conclusiva. As evidências de exposição aos organofosforados em mulheres grávidas estão ligadas a vários efeitos na saúde do feto. Alguns desses efeitos incluem atraso no desenvolvimento mental, transtorno invasivo do desenvolvimento, anormalidades morfológicas na superfície cerebral.

### Efeitos neurotóxicos
Os efeitos neurotóxicos também foram associados ao envenenamento com pesticidas OP, causando quatro efeitos neurotóxicos em humanos: síndrome colinérgica, síndrome intermediária, polineuropatia retardada induzida por organofosfato (OPIDP) e transtorno neuropsiquiátrico crônico induzido por organofosfato (COPIND). Essas síndromes resultam da exposição aguda e crônica a pesticidas organofosforados.
A síndrome colinérgica ocorre em intoxicações agudas com pesticidas organofosforados e está diretamente relacionada aos níveis de atividade da AChE. Os sintomas incluem miose, sudorese, lacrimejamento, sintomas gastrointestinais, dificuldades respiratórias, falta de ar, batimentos cardíacos lentos, cianose, vômitos, diarreia, problemas para dormir, bem como outros sintomas. Junto com esses efeitos centrais podem ser vistos e, finalmente, convulsões, convulsões, coma, insuficiência respiratória. Se a pessoa sobreviver ao primeiro dia de envenenamento, podem ocorrer alterações de personalidade, além de comportamento agressivo, episódios psicóticos, distúrbios de memória e atenção e outros efeitos retardados. Quando ocorre a morte, é mais comum devido à insuficiência respiratória devido à paralisia dos músculos respiratórios e depressão do sistema nervoso central, que é responsável pela respiração. Para pessoas afetadas pela síndrome colinérgica, o sulfato de atropina combinado com uma oxima é usado para combater os efeitos do envenenamento agudo por organofosforados. Às vezes, o diazepam também é administrado se ocorrem convulsões ou fasciculações musculares.
A síndrome intermediária (SMI) surge no intervalo entre o final da crise colinérgica e o início da OPIDP. Os sintomas associados à SMI se manifestam entre 24 e 96 horas após a exposição. A exata etiologia, incidência e fatores de risco associados à IMS não são bem compreendidos, mas a SMI é reconhecida como um distúrbio das junções neuromusculares. A SMI ocorre quando uma pessoa tem uma inibição prolongada e grave da AChE. Tem sido associado a pesticidas organofosforados específicos, como paration, metilparation e diclorvos. Os pacientes geralmente apresentam fraqueza crescente nos músculos faciais, flexores do pescoço e respiratórios.
OPIDP ocorre em uma pequena porcentagem de casos, aproximadamente duas semanas após a exposição, onde ocorre paralisia temporária. Essa perda de função e ataxia dos nervos periféricos e da medula espinhal é o fenômeno da OPIDP. Uma vez que os sintomas começam com dores agudas em ambas as pernas, os sintomas continuam a piorar por 3 a 6 meses. Nos casos mais graves, quadriplegia foi observada. O tratamento afeta apenas os nervos sensoriais, não os neurônios motores, que podem perder permanentemente a função. O envelhecimento e a fosforilação de mais de 70% do NTE funcional nos nervos periféricos é um dos processos envolvidos na OPIDP. Os tratamentos padrão para envenenamento por organofosforados são ineficazes para OPIDP.
COPIND ocorre sem sintomas colinérgicos e é independente da inibição da AChE. COPIND aparece com atraso e é duradouro. Os sintomas associados à COPIND incluem déficit cognitivo, alterações de humor, disfunção autonômica, neuropatia periférica e sintomas extrapiramidais. Os mecanismos subjacentes do COPIND não foram determinados, mas existe a hipótese de que a retirada de pesticidas OP após exposição crônica ou exposição aguda pode ser um fator.

### Efeitos auditivos e vestibulares
Os efeitos do envenenamento por OP nos sistemas auditivo e vestibular, ocorrem de diferentes formas e suas variações dependerão da suscetibilidade do indivíduo, do poder de toxicidade e do valor de dose diária. Além disso, o seu efeito pode ser potencializado se associado a outros químicos ou ruído, bem como se a pessoa exposta for um idoso ou uma criança ou se apresentar insuficiência renal.

### Gravidez
Evidências de exposição a pesticidas OP durante a gestação e no início do período pós-natal têm sido associadas a efeitos no neurodesenvolvimento em animais, especificamente ratos. Os animais expostos in utero ao clorpirifós exibiram diminuição do equilíbrio, pior evitação de penhascos, diminuição da locomoção, atrasos no desempenho do labirinto e aumento das anormalidades na marcha. Acredita-se que a gestação precoce seja um período crítico para os efeitos do neurodesenvolvimento dos pesticidas. Os OPs afetam o sistema colinérgico dos fetos, portanto, a exposição ao clorpirifós durante períodos críticos do desenvolvimento do cérebro pode causar anormalidades celulares, sinápticas e neurocomportamentais em animais. Em ratos expostos ao metilparation, estudos encontraram redução da atividade de AChE em todas as regiões do cérebro e alterações sutis em comportamentos como atividade locomotora e emergência prejudicada na gaiola. Os organofosforados como um todo têm sido associados a reduções no comprimento dos membros, circunferência da cabeça e taxas mais lentas de ganho de peso pós-natal em camundongos.

### Câncer
A Agência Internacional de Pesquisa sobre Câncer (IARC) descobriu que a exposição a organofosforados pode aumentar o risco de câncer. O tetraclorvinfós e o paration foram classificados como "possivelmente cancerígenos", malationa e diazinon.

## Causa
A exposição a pesticidas OP ocorre por inalação, ingestão e contato dérmico. Como os pesticidas OP se degradam rapidamente quando expostos ao ar e à luz, eles são considerados relativamente seguros para os consumidores. No entanto, os resíduos de OP podem permanecer em frutas e vegetais. Certos pesticidas OP foram proibidos para uso em algumas culturas. Por exemplo, o metil paration é proibido de ser usado em algumas culturas e permitido em outras. Também pode ocorrer por envenenamento deliberado com agentes nervosos, como sarin e tabun.

### Exemplos
- Inseticidas incluindo malationa, parathion, diazinon, fenthion, diclorvos, clorpirifós, ethion, triclorofom
- Agentes nervosos, incluindo soman, sarin, tabun, VX
- Herbicidas incluindo tribufos [DEF], merphos são produtos químicos industriais contendo fosfato de tricresil.

A exposição a qualquer um dos organofosforados listados acima pode ocorrer por inalação, absorção pela pele e ingestão, mais comumente de alimentos que foram tratados com um herbicida ou inseticida OP. A exposição a esses produtos químicos pode ocorrer em prédios públicos, escolas, áreas residenciais e áreas agrícolas. Clorpirifós e malation têm sido associados a efeitos reprodutivos, neurotoxicidade, danos renais/hepáticos e defeitos congênitos. Diclorvos também tem sido associado a efeitos reprodutivos, neurotoxicidade e danos nos rins/fígado. Também é reconhecido como um possível carcinógeno.

## Fisiopatologia
Os efeitos na saúde associados ao envenenamento por organofosforados são resultado do excesso de acetilcolina (ACh) presente em diferentes nervos e receptores do corpo porque a acetilcolinesterase é bloqueada. O acúmulo de ACh nos nervos motores causa superestimulação da expressão nicotínica na junção neuromuscular. Quando há acúmulo de ACh nas sinapses dos gânglios autônomos, isso causa superestimulação da expressão muscarínica no sistema nervoso parassimpático.
Os organofosforados inibem de forma irreversível e não competitiva a acetilcolinesterase, causando intoxicação pela fosforilação do resíduo hidroxila da serina na AChE, que inativa a AChE. A AChE é crítica para a função nervosa, então a inibição dessa enzima, que causa acúmulo de acetilcolina, resulta em superestimulação muscular. Isso causa distúrbios nas sinapses colinérgicas e só pode ser reativado muito lentamente, se for o caso. A paraoxonase (PON1) é uma enzima chave envolvida na toxicidade do OP e foi considerada crítica na determinação da sensibilidade de um organismo à exposição ao OP.
PON1 pode inativar alguns OPs por hidrólise. PON1 hidrolisa os metabólitos ativos em vários inseticidas OP, como clorpirifos oxon e diazoxon, bem como agentes nervosos, como soman, sarin e VX. PON1 hidrolisa os metabólitos, não os compostos originais dos inseticidas. A presença de polimorfismos da PON1 pode causar diferentes níveis enzimáticos e eficiência catalítica dessa esterase, o que por sua vez sugere que diferentes indivíduos podem ser mais susceptíveis ao efeito tóxico da exposição ao OP. Níveis mais altos de atividade hidrolítica plasmática de PON1 fornecem um maior grau de proteção contra pesticidas OP. Ratos injetados com PON1 purificado de soro de coelho foram mais resistentes à atividade colinérgica aguda do que os ratos controle. Nocautes de PON1 em camundongos são mais sensíveis à toxicidade de pesticidas, como o clorpirifós. Experimentos com animais indicam que, embora o PON1 desempenhe um papel significativo na regulação da toxicidade dos OPs, seu grau de proteção dado depende do composto (ou seja, Chlorpyrifos oxon ou diazoxon). A eficiência catalítica com a qual PON1 pode degradar OPs tóxicos determina o grau de proteção que PON1 pode fornecer ao organismo. Quanto maior a concentração de PON1, melhor a proteção fornecida. A atividade da PON1 é muito menor em recém-nascidos, portanto, os recém-nascidos são mais sensíveis à exposição ao OP. Em 2006, foram relatadas variações de até 13 vezes nos níveis de PON1 em adultos, bem como, especificamente em relação à sensibilidade ao diazoxônio, uma variação de até 26 e 14 vezes foi relatada em um grupo de recém-nascidos e mães latinas. Essa ampla gama de variabilidade dos níveis de enzimas que determinam a sensibilidade de um ser humano a vários OPs está sendo pesquisada ainda mais.

## Diagnóstico
Existem várias medições para avaliar a exposição e os efeitos biológicos precoces do envenenamento por organofosforados. Medições de metabólitos de OP no sangue e na urina podem ser usadas para determinar se uma pessoa foi exposta a organofosforados. Especificamente no sangue, metabólitos das colinesterases, como a atividade da butirilcolinesterase (BuChE) no plasma, da atividade da neuropatia target esterase (NTE) nos linfócitos e da atividade da acetilcolinesterase (AChE) nas hemácias. Devido ao fato de AChE e BuChE serem os principais alvos dos organofosforados, sua medição é amplamente utilizada como indicação de exposição a um OP. A principal restrição a esse tipo de diagnóstico é que, dependendo do OP, o grau de inibição da AChE ou BuChE é diferente; portanto, a medida dos metabólitos no sangue e na urina não especifica qual agente OP é responsável pela intoxicação. No entanto, para uma triagem inicial rápida, a determinação da atividade de AChE e BuChE no sangue são os procedimentos mais amplamente utilizados para confirmar o diagnóstico de envenenamento por OP. O dispositivo de teste portátil mais amplamente utilizado é o teste de campo Test-mate ChE, :13que pode ser usado para determinar os níveis de glóbulos vermelhos (RBC), AChE e plasma (pseudo) colinesterase (PChE) no sangue em cerca de quatro minutos. Este teste demonstrou ser tão eficaz quanto um teste de laboratório regular e, por isso, o teste de campo ChE portátil é frequentemente usado por pessoas que trabalham com pesticidas diariamente.

## Tratamento
Os antídotos atuais para envenenamento por OP consistem em um pré-tratamento com carbamatos para proteger a AChE da inibição por compostos de OP e tratamentos pós-exposição com drogas anticolinérgicas. As drogas anticolinérgicas trabalham para neutralizar os efeitos do excesso de acetilcolina e reativar a AChE. A atropina pode ser usada como antídoto em conjunto com pralidoxima ou outras oximas de piridínio (como trimedoxima ou obidoxima ), embora o uso de "- oximas " tenha sido considerado sem benefício ou possivelmente prejudiciais, em pelo menos duas meta-análises. A atropina é um antagonista muscarínico e, portanto, bloqueia perifericamente a ação da acetilcolina. Esses antídotos são eficazes na prevenção da letalidade do envenenamento por OP, mas o tratamento atual carece da capacidade de prevenir a incapacitação pós-exposição, déficits de desempenho ou danos cerebrais permanentes. Embora a eficácia da atropina tenha sido bem estabelecida, a experiência clínica com a pralidoxima levou a dúvidas generalizadas sobre sua eficácia no tratamento da intoxicação por OP.
Bioscavengers enzimáticos estão sendo desenvolvidos como um pré-tratamento para sequestrar OPs altamente tóxicos antes que eles possam atingir seus alvos fisiológicos e evitar que os efeitos tóxicos ocorram. Avanços significativos com colinesterases (ChEs), especificamente soro humano BChE (HuBChE) foram feitos. HuBChe pode oferecer uma ampla gama de proteção para agentes nervosos, incluindo soman, sarin, tabun e VX. O HuBChE também possui um tempo de retenção muito longo no sistema circulatório humano e, por ser de origem humana, não produzirá nenhuma resposta imunológica antagônica. O HuBChE está atualmente sendo avaliado para inclusão no regime de proteção contra envenenamento por agente nervoso OP. Atualmente, há potencial para o PON1 ser usado para tratar a exposição ao sarin, mas variantes PON1 recombinantes precisariam ser geradas primeiro para aumentar sua eficiência catalítica.
Outro tratamento potencial que está sendo pesquisado são os agentes antiarrítmicos Classe III. A hipercalemia do tecido é um dos sintomas associados ao envenenamento por OP. Embora os processos celulares que levam à toxicidade cardíaca não sejam bem compreendidos, acredita-se que os canais de corrente de potássio estejam envolvidos. Os agentes antiarrítmicos de classe III bloqueiam as correntes de membrana de potássio nas células cardíacas, o que os torna candidatos a se tornarem agentes terapêuticos da intoxicação por OP.
Não há evidências suficientes para apoiar o uso da alcalinização do plasma para tratar uma pessoa com envenenamento por organofosforado.

## Epidemiologia
Os pesticidas organofosforados são uma das principais causas de intoxicação em todo o mundo, com uma incidência anual de intoxicações entre trabalhadores agrícolas que varia de 3 a 10% por país.

## História

### Ginger Jake
Um exemplo notável de OPIDN ocorreu durante a Era da Lei Seca dos anos 1930, quando milhares de homens no sul e no meio-oeste dos Estados Unidos desenvolveram fraqueza e dor nos braços e nas pernas após beberem um substituto "medicinal" do álcool. A bebida, chamada "Ginger Jake", continha um extrato de gengibre jamaicano adulterado contendo tri-orto-cresil fosfato (TOCP), que resultou em danos neurológicos parcialmente reversíveis. O dano resultou no mancar "Jake Leg" ou "Jake Walk", termos frequentemente usados em blues da época. A Europa e o Marrocos experimentaram surtos de envenenamento por TOCP de abortivos e óleo de cozinha contaminados, respectivamente.

### Síndrome da Guerra do Golfo
A pesquisa ligou as anormalidades neurológicas encontradas em veteranos da Guerra do Golfo Pérsa que têm doenças crônicas com múltiplos sintomas à exposição a combinações de agentes nervosos químicos organofosforados durante a guerra. Antes, acreditava-se que os veteranos tinham um distúrbio ou depressão de base psicológica, provavelmente transtorno de estresse pós-traumático (TEPT). Muitos veteranos receberam pílulas de brometo de piridostigmina (PB) para proteção contra agentes de gases nervosos, como sarin e soman. Durante a guerra, os veteranos foram expostos a combinações de pesticidas organofosforados e agentes nervosos, que produziram sintomas associados à síndrome crônica de polineuropatia retardada induzida por organofosfato (OPIDP). Sintomas semelhantes encontrados nos veteranos foram os mesmos relatados para indivíduos em ambientes ocupacionais que foram intoxicados agudamente por organofosforados, como o clorpirifós. Estudos descobriram que os veteranos apresentavam déficits nas habilidades intelectuais e acadêmicas, habilidades motoras simples, comprometimento da memória e função emocional prejudicada. Esses sintomas indicam dano cerebral, não um distúrbio de base psicológica.

## Sociedade e cultura

### Estados Unidos
Sob uma emenda de 1988 à Lei Federal de Inseticidas, Fungicidas e Rodenticidas (FIFRA), a Agência de Proteção Ambiental dos EUA (EPA) regulamenta os pesticidas organofosforados Seu foco inicial era o registro de pesticidas para uso em culturas alimentares. Nenhum pesticida pode ser vendido nos Estados Unidos antes que a EPA revise o pedido de registro do fabricante e determine que o uso do produto não apresentará um risco excessivo ao público ou ao meio ambiente. Em 1996, com a aprovação do Ato para Proteção da Qualidade Alimentat , o Congresso americano exigiu que a EPA reavaliasse todas as tolerâncias a pesticidas existentes com consideração específica para crianças. Isso resultou em um processo de revisão de 10 anos dos efeitos na saúde e no meio ambiente de todos os pesticidas, começando com os organofosforados. Como parte desse processo, em 1999, a EPA anunciou a proibição do uso do pesticida organofosforado metil paration e restrições significativas ao uso de outro OP, metil azinfos, no que eles chamavam de "comida infantil". O processo de revisão foi concluído em 2006 e eliminou ou modificou milhares de outros usos de agrotóxicos. Outras medidas legislativas foram tomadas para proteger as crianças dos riscos dos organofosforados.
Muitos grupos não-governamentais e de pesquisa, bem como o Gabinete do Inspetor Geral da EPA, expressaram preocupação de que a revisão não levasse em consideração os possíveis efeitos neurotóxicos em fetos e crianças em desenvolvimento, uma área de pesquisa em desenvolvimento. Relatório OIG . Um grupo de importantes cientistas da EPA enviou uma carta ao administrador-chefe, Stephen Johnson, denunciando a falta de dados de neurotoxicidade de desenvolvimento no processo de revisão. Carta EPA e o Artigo EHP Novos estudos mostraram toxicidade para organismos em desenvolvimento durante certos "períodos críticos" em doses muito mais baixas do que aquelas anteriormente suspeitas de causar danos.
Mesmo as restrições que foram aprovadas com sucesso foram controversas. Por exemplo, em 1999 a EPA restringiu o uso de clorpirifós em residências (sob o nome comercial Dursban). No entanto, a EPA não limitou seu uso na agricultura. O clorpirifós continua sendo um dos pesticidas mais amplamente utilizados. Isso pode mudar em breve. Em 8 de fevereiro de 2013, a EPA solicitou comentários sobre uma avaliação preliminar dos riscos potenciais para crianças e outros espectadores da volatilização de clorpirifós de culturas tratadas.

### Grupos vulneráveis
Algumas populações são mais vulneráveis ao envenenamento por pesticidas. Nos Estados Unidos, os trabalhadores agrícolas podem ser expostos por meio de pulverização direta, deriva, derramamentos, contato direto com culturas ou solo tratado ou equipamento de proteção defeituoso ou ausente. Os trabalhadores migrantes podem correr um risco especialmente alto de exposição crônica, pois durante a estação de cultivo, eles podem trabalhar em várias fazendas, aumentando assim sua exposição a pesticidas. Trabalhadores rurais em cargos mais permanentes podem receber mais treinamento de segurança e/ou mais "reforço consistente de comportamentos de segurança do que trabalhadores agrícolas sazonais ou diaristas". Para os trabalhadores agrícolas migrantes, as barreiras linguísticas e/ou o nível de educação podem ser uma barreira para a compreensão dos sinais de alerta, rótulos e avisos de segurança localizados nos pesticidas, ou para a compreensão de qualquer treinamento de segurança fornecido.
Outros fatores que podem levar a uma maior exposição da população de trabalhadores agrícolas migrantes incluem: acesso limitado ou inexistente a equipamentos de segurança, pouco ou nenhum controle sobre o uso de pesticidas, fatores culturais e medo de perder o emprego se relatarem riscos potenciais. Estudos também mostraram que existem algumas crenças importantes dos trabalhadores rurais que podem exacerbar a exposição a pesticidas, incluindo a crença de que "os pesticidas devem ser sentidos, vistos, provados ou cheirados para estarem presentes; a pele bloqueia a absorção e as aberturas do corpo facilitam; a exposição ocorre somente quando um pesticida está úmido;... e a exposição aguda, e não crônica de baixo nível, é o perigo primário."
Isso, juntamente com a dificuldade ou incerteza de reconhecer e/ou diagnosticar a intoxicação crônica por pesticidas pela comunidade médica, torna difícil para os trabalhadores expostos receberem um remédio eficaz. Os trabalhadores migrantes também podem hesitar em procurar atendimento médico devido à falta de seguro de saúde, barreiras linguísticas, status de imigração, custo, fatores culturais, falta de transporte, medo de perder o emprego e falta de conhecimento dos benefícios trabalhistas.

### Sergei e Yulia Skripal
Em março de 2018, Sergei Skripal e sua filha foram envenenados em Salisbury, na Inglaterra, com um veneno organofosforado conhecido como agente Novichok. Ambos ficaram inconscientes enquanto estavam sentados em um banco de parque. Um socorrista no local também foi contaminado e apresentou sintomas de envenenamento por organofosforado. Todos os três sobreviveram após tratamento hospitalar. Apesar de repetidamente negar a responsabilidade pelo ataque, a Rússia é suspeita de estar por trás dos envenenamentos.

### Alexei Navalny
Em 20 de agosto de 2020, o político russo Alexei Navalny desenvolveu sintomas de envenenamento agudo com risco de vida em um voo. Mais tarde, ele foi transferido para Berlim, onde o envenenamento por um inibidor da colinesterase foi diagnosticado e confirmado por vários testes em laboratórios independentes.